# Into the Valley of the Moonking

Into the Valley of the Moonking est le 15e album studio du groupe de rock britannique Magnum, sorti en 2009.

## Track listing
Toutes les chansons sont écrites et composées par Tony Clarkin.
| No  | Titre                            | Durée |
| --- | -------------------------------- | ----- |
| 1.  | Intro                            | 1:30  |
| 2.  | Cry to Yourself                  | 4:40  |
| 3.  | All My Bridges                   | 4:41  |
| 4.  | Take Me to the Edge              | 4:17  |
| 5.  | The Moonking                     | 6:16  |
| 6.  | No One Knows His Name            | 4:32  |
| 7.  | In My Mind's Eye                 | 5:42  |
| 8.  | Time to Cross That River"        | 5:17  |
| 9.  | If I Ever Lose My Mind           | 4:19  |
| 10. | A Face in the Crowd              | 6:24  |
| 11. | Feels Like Treason               | 3:32  |
| 12. | Blood On Your Barbed Wire Thorns | 6:57  |

À sa sortie, l'album comportait un DVD bonus :
- les textes des chansons
- des archives de concerts : You're the one, Stormy weather, How far Jerusalem et On Christmas day Birmingham Town Hall - décembre 1992 et Endless love Camden Palace - mai 1985
- une présentation de la chanson Les mors dansant par Tony Clarkin